# Station Nowogród Osiedle
Station Nowogród Osiedle is een spoorwegstation in de Poolse plaats Nowogród Bobrzański (Krzystkowice).